# Lluís Desplà

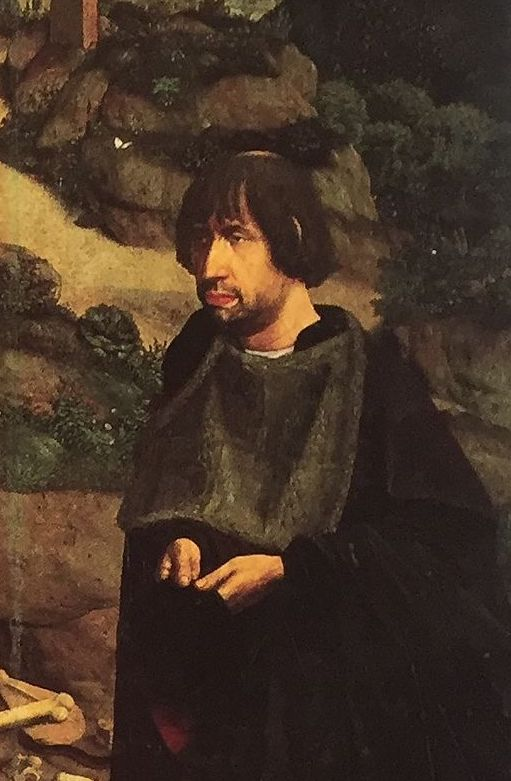
Recorte del retrato de Lluís Desplà procedente de la Piedad Desplà de Bartolomé Bermejo, destinada a su capilla funeraria en la Catedral de Barcelona.

Lluís Desplà i d'Oms (Barcelona 1444 - 1524) fue un clérigo católico español. Tuvo los cargos de archidiácono mayor de la sede de Barcelona y de diputado eclesiástico de la Diputación del General de Cataluña (1506-1509). 

## Biografía
Hijo de Francí de Canomines, alias Desplà, y de Elionor d'Oms i de Sagarriga, era conocido popularmente por haber reconstruido la Casa del Archidiácono en Barcelona, entre los años 1490 y 1510. Estuvo en Roma entre 1470 y 1474. Su nombramiento como ardiaca mayor de la sede de Barcelona en 1470 lo hizo el papa Paulo II. Fue un personaje con mucha influencia dentro del clero. Se opuso a la implantación del Santo Oficio en Barcelona, si bien no lo pudo evitar.
Fue nombrado diputado eclesiástico el día 22 de julio de 1506.
Entre los años 1508 y 1524 fue rector de diversas parroquias. Estuvo a punto de ser nombrado obispo de Barcelona como sucesor de Pere García, pero la influencia del rey Fernando II, hizo decantar la elección en Enric de Cardona.
Murió en Barcelona el día 6 de febrero de 1524. Su lápida sepulcral, obra de Girolamo Cristoforo, se conserva expuesta en la Casa del Archidiácono de Barcelona.

## Mecenazgo
- En Alella adquirió una casa anexa a la rectoría, donde figuran sus escudos, y encargó en retablo en 1512 a Pere Torrent.
- En Argentona inició la reconstrucción y ampliación de la parroquia en 1514.
- En la iglesia de los Santos Justo y Pastor de Barcelona encargó la realización de tres vidrieras a Jaume Segarra en las que también aparecen sus escudos.
- Sufragó La Piedad de Bartolomé Bermejo, comúnmente conocida como Piedad Desplà. Estaba destinada a formar parte del mobiliario funerario de su capilla privada en la Catedral de Barcelona. Hoy es conservada en el museo catedralicio de la catedral barcelonesa.

| Predecesor: Gonzalo Fernández de Heredia | Diputado Eclesiástico de la Diputación del General de Cataluña 1506 - 1509 | Sucesor: Jordi Sanç |